# Alexandra Keil

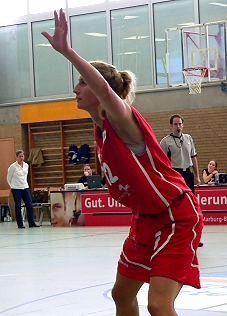
Alexandra Keil

Alexandra Keil, nach Heirat Alexandra Arbon (* 10. Februar 1978 in Lich), ist eine deutsche Basketballnationalspielerin.

## Studium und Beruf
Keil machte Abitur an der Theo-Koch-Schule Grünberg, studierte anschließend Betriebswirtschaftslehre und absolvierte den Master of Arts in International Marketing an der Fachhochschule Gießen-Friedberg. Die diplomierte Betriebswirtin arbeitete unter anderem bei den Stadtwerken Marburg und bei Nokia in Helsinki und ist heute bei einem Pharmaunternehmen beschäftigt.

## Basketball-Karriere
Mit sieben Jahren begann Keil beim TSV Grünberg das Basketballspielen und wurde 1993 Jugendnationalspielerin. 1996 wechselte sie in die Vereinigten Staaten zur North Stafford High-School und von da zur Tulane University in Louisiana (USA). 1998 kam sie nach Deutschland zurück und spielte mit Doppellizenz für den TSV Grünberg in der Regionalliga und den BC Marburg in der 1. Damen-Basketball-Bundesliga. Im Oktober 2007 wechselte sie in die 1. finnische Liga zu Honka Espoo, wo auch ihre ehemalige Marburger Teamkollegin Mirka Jarchovska Basketball spielt. Zur Saison 2008/2009 wurde sie vom Zweitligaaufsteiger TSV Bender Basket Grünberg verpflichtet. Alexandra Keil gilt als defensivstarke, athletische Spielerin, die ihre Interessen immer dem Mannschaftsinteresse unterordnet.

### Größte Erfolge
2003 wurde sie mit dem BC Marburg Deutscher Pokalsieger und Meister. Zudem gewann sie mit dem BC 2002 und 2005 die Bronzemedaille im Pokalwettbewerb. 2005 war sie Teilnehmerin an der Universiade in Izmir, wo sie mit dem DBB-Team den sechsten Platz belegte.

### Nationalmannschaft
1996 nahm Alexandra Keil bereits an der U18-Europameisterschaft teil, doch erst zehn Jahre später wurde sie in den A-Kader des DBB berufen. Ihr Debüt gab sie im Rahmen eines Turniers in Chieti/Italien am 17. August 2006 (42:69-Niederlage gegen Italien). Im Folgemonat bestritt sie erfolgreich die Europameisterschaftsqualifikation.
2007 wurde sie auf Abruf für den vorläufigen Nationalkader zur Basketball-Europameisterschaft der Damen vom 24. September bis 7. Oktober 2007 in Chieti nominiert.